# فرضية الوقت الشبحي
فرضية الوقت الشبحي (بالإنجليزية: Phantom time hypothesis)‏ هي فرضية ضمن نظريات المؤامرة التاريخية طورت من قبل المؤرخ الألماني هيربرت إليغ، تقترح أن نظام التقويم الميلادي تم فبركته من خلال إضافة حقبة (الوقت الشبحي) في العصور الوسطى المبكرة، تحديداً من عام 614 إلى 911 م. وفقاً لهذه الفرضية، الأحداث التي تعود إلى هذه الفترة في أوروبا والمناطق المجاورة إما وقعت في فترة مختلفة أو لم تقع على الإطلاق. تشير الفرضية إلى وجود مؤامرة من قبل الإمبراطور الروماني أوتو الثالث والبابا سيلفستر الثاني وربما الإمبراطور البيزنطي قسطنطين السابع في فبركة التقويم الميلادي بأثر رجعي، بحيث تضعهم في عام 1000 م، وأيضاً لإعادة كتابة التاريخ واختراع شخصيات بطولية كالملك شارلمان من بين أمور أخرى. يعتقد المؤرخ إليغ أن هذا تم تحقيقه من خلال تغيير وتحريف وتزوير الوثائق والأدلة المادية.

## أسس الفرضية
- ندرة الأدلة الأثرية الموثوقة التي يمكن أن تكون مؤرخة في الفترة بين 614 و911 م، وأوجه القصور الملحوظة في أساليب التأريخ الإشعاعي وتأرخة حلقات الشجر لهذه الفترة والاعتماد المفرط على مؤرخي العصور الوسطى في المصادر المكتوبة.[3][4]
- وجود العمارة الرومانية في القرن العاشر في أوروبا الغربية، مما يشير إلى أن العصر الروماني لم يكن طويلا كما كان يعتقد تقليديا.
- العلاقة بين التقويم اليولياني والتقويم الغريغوري والسنة المدارية. التقويم اليولياني الذي عرضه يوليوس قيصر كان معروفا منذ فترة طويلة بإدخال فارق من السنة المدارية حوالي يوم واحد عن كل قرن استخدمه التقويم من الزمان. بحلول عام 1582 الذي تم عرض التقويم الغريغوري فيه، يجب على التقويم اليولياني أن ينتج فارق حوالي ثلاثة عشر يوما بينه وبين التقويم الحقيقي أو الاستوائي. بدلا من ذلك، علماء الفلك والرياضيات الذين كانوا يعملون على حساب البابا غريغوري اكتشفوا أن التقويم المدني يحتاج إلى تعديل فقط بعشرة أيام.

(يوم الخميس الموافق 4 أكتوبر، 1582 حسب التقويم اليولياني تلاه أول يوم من التقويم الغريغوري وهو الجمعة الموافق 15 أكتوبر، 1582). من هذا المنطلق يخلص المؤرخ إليغ بأن عصر ما بعد الميلاد قد أحصى مايقرب من ثلاثة قرون مفقودة.

## الانتقادات
- الأرصاد في علم الفلك القديم. بالإضافة إلى عهد أسرة تانغ في الصين من كسوف الشمس ومذنب هالي على سبيل المثال، تتسق مع علم الفلك الحالي مع عدم وجود قصة (الوقت الشبحي).[5]
- البقايا الأثرية وأساليب التأريخ مثل تأرخة حلقات الشجر على العكس تثبت ولا تدعم الفرضية حسب ما أفادته دامالز مجلة الأدب العلمي الألمانية المختصة بالتاريخ.
- الإصلاح الغريغوري لم يزعم إطلاقا نيته التأريخ وفقا للتقويم اليولياني بسبب تأسيسه سنة 45 ق.م بل لأنه كان موجودا في عام 325، في وقت مجمع نيقية، الذي أنشأ طريقة لتحديد تاريخ عيد الفصح عن طريق تحديد الاعتدال الربيعي مارس 21 اذار في التقويم اليولياني. في حلول عام 1582 الاعتدال الفلكي كان يحدث في 10 اذار في التقويم اليولياني، ولكن عيد الفصح كان لا زال يحسب عن طريق الاعتدال الشكلي في 21 مارس آذار. في عام 45 ق.م، وقع الاعتدال الربيعي الفلكي في تاريخ 23 مارس آذار. بالتالي فرضية الثلاث قرون المفقودة تتوافق مع السنوات ال 369 بين تأسيس التقويم اليولياني عام 45 ق.م وتحديد موعد عيد الفصح في مجمع نيقية عام 325 م.
- إذا كانت سلالة شرلمان والكارولنجيون ملفقة، فيجب أن تكون هناك فبركة في تاريخ بقية أوروبا، بما في ذلك إنجلترا الأنجلوسكسونية والباباوية والامبراطورية البيزنطية. وتشمل أيضا فترة حياة نبي الإسلام محمد والتوسع الإسلامي في مناطق من الامبراطورية الرومانية السابقة بما في ذلك غزو القوط الغربيين لإسبانيا. حتى هذا التاريخ يجب أن يكون مزورا إذا ما كانت الفرضية صحيحة.